# Vasa Stefanović
Vasa Stefanović (Belgrád, 1906. január 14. – ?, 1979. július 18.) jugoszláv-szerb nemzetközi labdarúgó-játékvezető.

## Pályafutása

### Nemzeti játékvezetés
Az I. Liga játékvezetőjeként 1957-ben vonult vissza.

#### Nemzeti kupamérkőzések
Vezetett kupadöntők száma: 1.

##### Jugoszláv labdarúgókupa
| Időpont            | Helyszín                  | Mérkőzés típusa | Mérkőzés                  | Eredmény | Nézők száma |
| ------------------ | ------------------------- | --------------- | ------------------------- | -------- | ----------- |
| 1952. november 29. | Hadsereg Stadion, Belgrád | döntő           | Partizán–FK Crvena zvezda | 6 : 0    | 50 000      |

### Nemzetközi játékvezetés
A Jugoszláv labdarúgó-szövetség Játékvezető Bizottsága (JB) terjesztette fel nemzetközi játékvezetőnek, a Nemzetközi Labdarúgó-szövetség (FIFA) 1939-től tartotta nyilván bírói keretében. Több nemzetek közötti válogatott és klubmérkőzést vezetett, vagy működő társának partbíróként segített. A jugoszláv nemzetközi játékvezetők rangsorában, a világbajnokság-Európa-bajnokság sorrendjében többedmagával a 16. helyet foglalja el 1 találkozó szolgálatával. Az aktív nemzetközi játékvezetéstől 1957-ben a FIFA JB 50 éves korhatárát elérve búcsúzott. Válogatott mérkőzéseinek száma: 6.

#### Labdarúgó-világbajnokság
A világbajnoki döntőkhöz vezető úton Svájcba az V., az 1954-es labdarúgó-világbajnokságra  a FIFA JB játékvezetőként alkalmazta. A FIFA JB elvárásának megfelelően, ha nem vezetett, akkor valamelyik működő társának segített partbíróként. Egy csoportmérkőzésen és az egyik negyeddöntőn volt a játékvezető partbírója. Világbajnokságon vezetett mérkőzéseinek száma: 1 + 2 (partbíró).

##### 1954-es labdarúgó-világbajnokság

###### Világbajnoki mérkőzés
| Időpont          | Helyszín                 | Mérkőzés típusa              | Mérkőzés               | Eredmény | Nézők száma |
| ---------------- | ------------------------ | ---------------------------- | ---------------------- | -------- | ----------- |
| 1954. június 19. | Hardturm Stadion, Zürich | csoportmérkőzés (C. csoport) | Ausztria–Csehszlovákia | 5 : 0    | 21 000      |

#### A magyar labdarúgó-válogatott mérkőzései (1902–1929)
| Időpont           | Helyszín                      | Mérkőzés típusa          | Mérkőzés                 | Eredmény | Nézők száma |
| ----------------- | ----------------------------- | ------------------------ | ------------------------ | -------- | ----------- |
| 1956. február 19. | Mithatpaşa Stadion, Isztambul | 325. válogatott mérkőzés | Törökország–Magyarország | 3 : 1    | 33 000      |